# Dysdera caeca
Dysdera caeca là một loài nhện trong họ Dysderidae.
Loài này thuộc chi Dysdera. Dysdera caeca được Carles Ribera miêu tả năm 1993.